# Alfonso al V-lea al Aragonului
Alfonso al V-lea al Aragonului sau Alfonso cel Mărinimos sau Alfonso cel Mare (n. 24 februarie 1396, Medina del Campo⁠(d), Castilia și León, Spania – d. 27 iunie 1458, Castel dell'Ovo, Campania, Italia) a fost rege al Aragonului sub numele de Alfonso al V-lea, al Valenciei sub numele de Alfonso al III-lea, al Sardiniei sub numele de Alfonso al II-lea, al Mallorcăi, al Siciliei, apoi al Celor Două Sicilii sub numele de Alfonso I, și conte al Barcelonei sub numele de Alfonso al IV-lea, al Roussillonului și al Cerdanyei sub numele de Alfonso I. A fost membru cofondator al Ordinului Dragonului.
În 1421, regina Ioana a II-lea de Napoli care nu avea copii l-a adoptat și l-a numit moștenitorul regatului Napoli. În Napoli, el l-a angajat pe faimosul Condottiero Braccio da Montone cu sarcina de a reduce rezistența rivalului său, Ludovic al III-lea de Anjou și a forțelor sale, conduse de Muzio Attendolo Sforza. Papa Martin al V-lea îl sprijinea pe Sforza, iar Alfonso și-a schimbat loialitatea religioasă către antipapa aragonez Benedict al XIII-lea. Când Sforza a abandonat cauza lui Loudovic, Alfonso părea să aibă toate probleme rezolvate, cu toate acestea, relația sa cu Ioana s-a înrăutăți brusc și în mai 1423, l-a arestat pe iubitul ei, Gianni Caracciolo, o figură puternică în instanța de judecată napolitană.
După o încercare eșuată de a o aresta pe regină, Ioana l-a chemat pe Sforza, care a învins armata aragoneză lângă Castelul Capuano în Napoli. Alfonso a fugit la Castel Nuovo, dar ajutorul unei flote de 22 de galere conduse pe Giovanni da Cardona a îmbunatățit situația sa. Sforza și Ioana au răscumpărat Caracciolo și s-au retras la cetatea de Aversa. Aici, ea a respins adoptarea ei de mai devreme și cu sprijinul lui Martin al V-lea, l-a numit pe Ludovic al III-lea moștenitor al ei.
Alfonso a oferit cea mai impresionantă artilerie a timpului cu care a asediat din nou Napoli. Asediul a început pe 10 noiembrie 1441 și s-a sfârșit pe 2 iunie în anul următor. După întoarcerea de René la Provence, Alfonso a redus ușor rezistența rămasa și și-a făcut intrarea triumfală în Napoli, pe 26 februarie 1443, ca monarh al unui regat pacificat. În 1446, el a cucerit Sardinia.
Alfonso, prin depunerea în mod oficial a domniei sale papalității, a obținut acordul de la Papa Eugen al IV-lea cum că Regatul Napoli trebuie să mergă la fiul său nelegitim, Ferdinand. El a murit în Castel dell'Ovo, în 1458, în timp ce planifica cucerirea Genovei. La momentul respectiv, Alfonso a fost în contradicție cu Calixt al III-lea, care a murit la scurt timp după aceea.

## Galerie de imagini

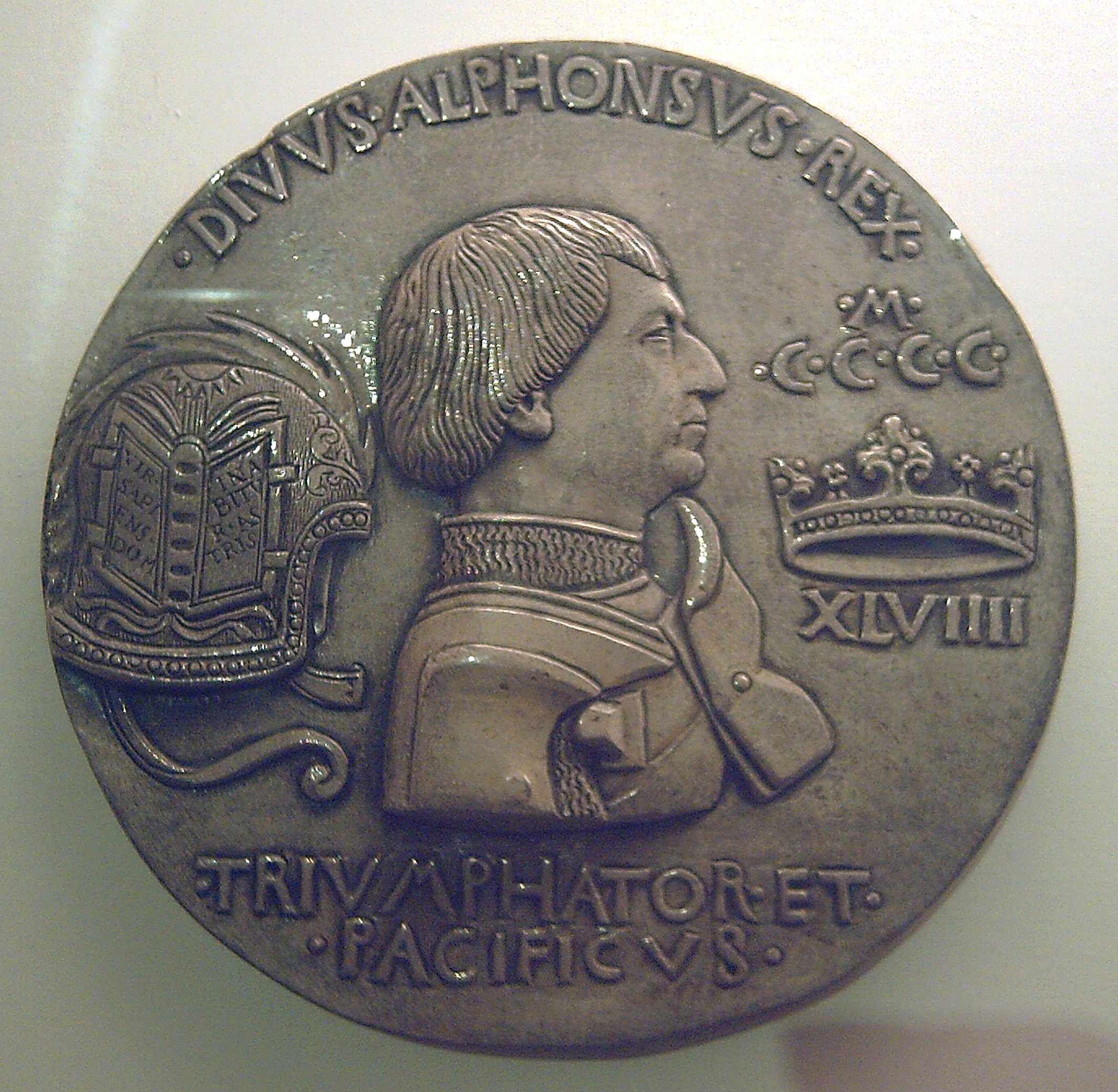
Prima medalie a lui Alfonso al V-lea al Aragonului creată de Pisanello (avers)
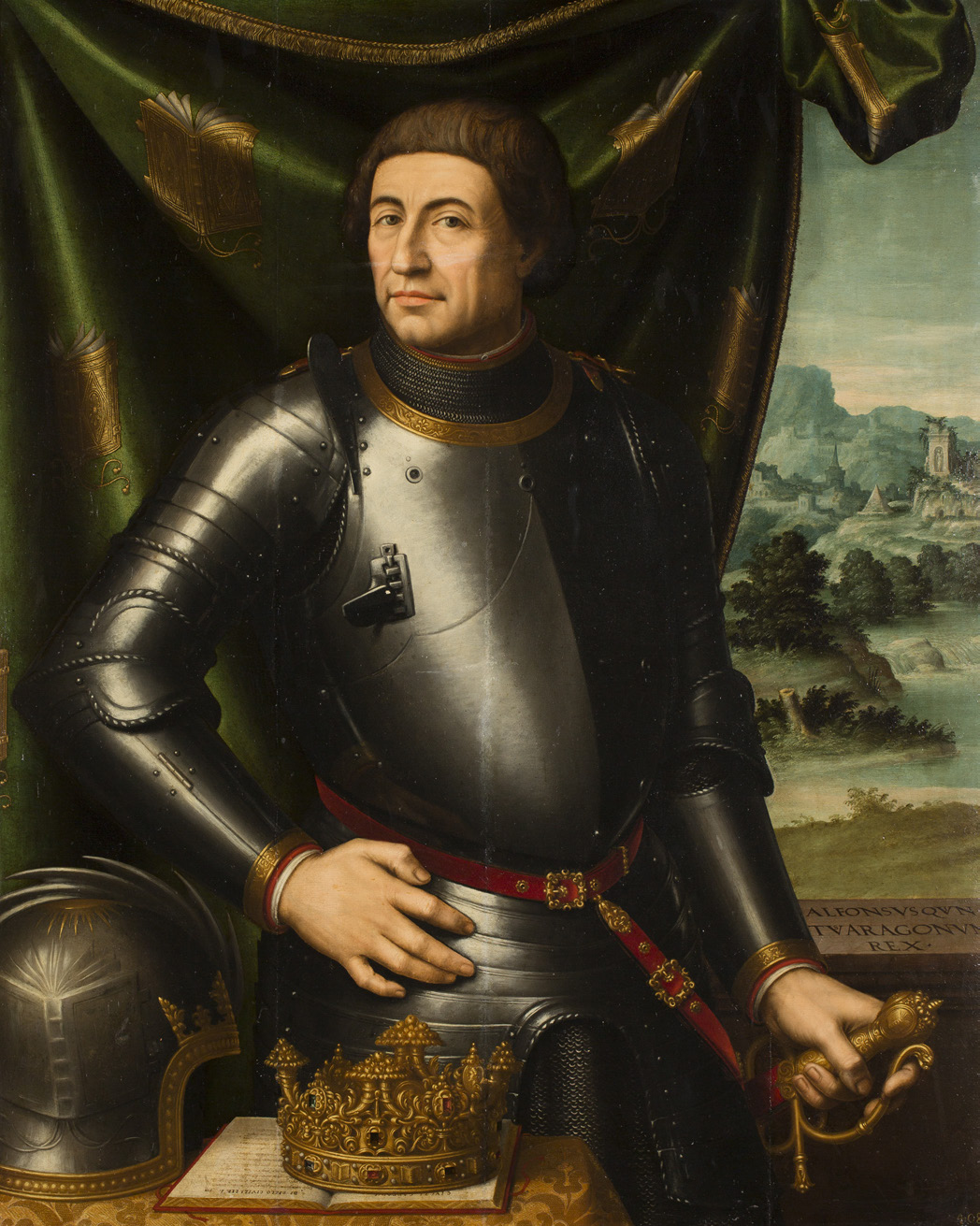
Portretul regelui Alfonso al V-lea al Aragonului, realizat de Juan Vicente Macip, numit „Juan de Juanes” (1523 - 1579)
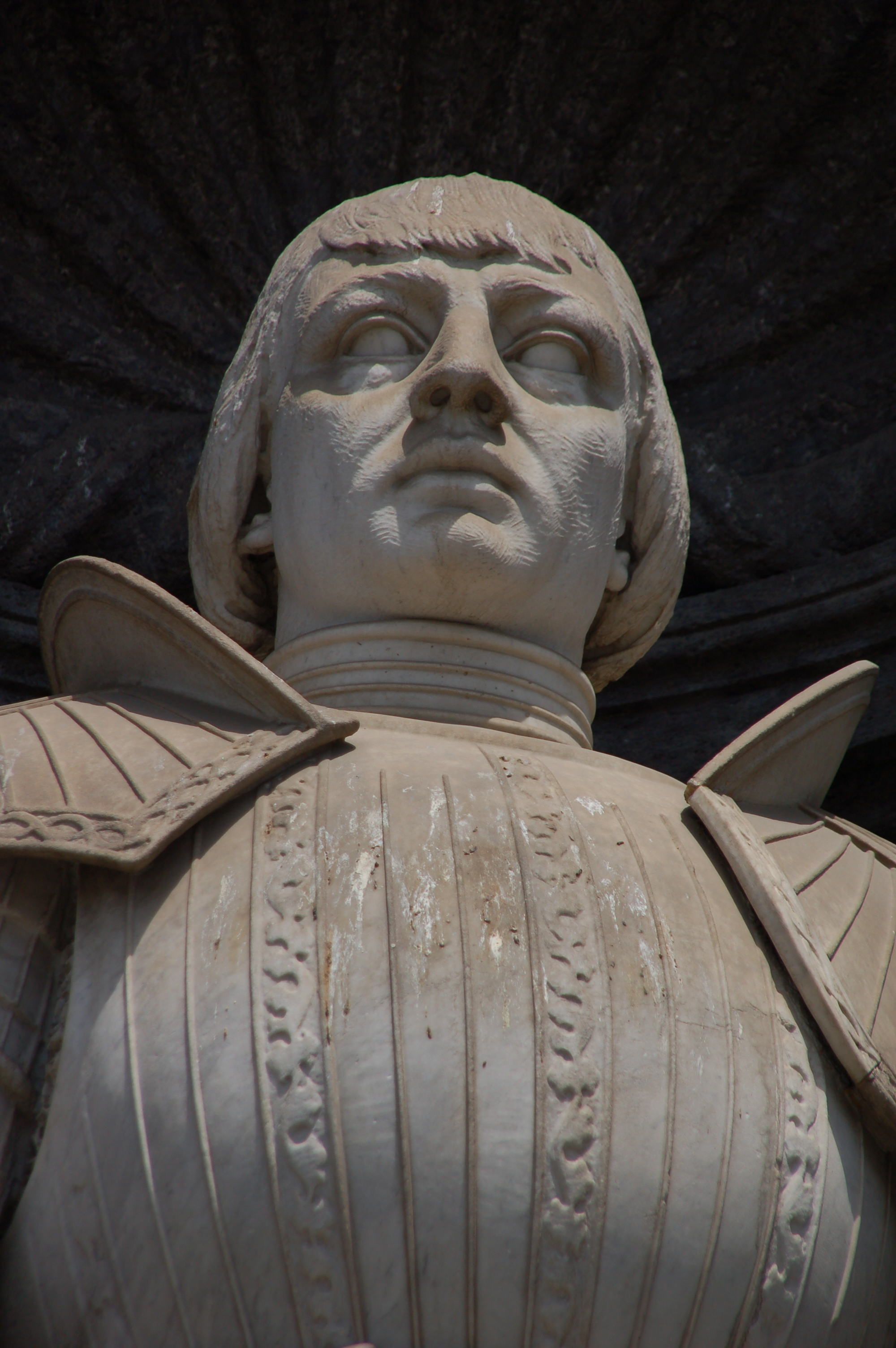
Statuia lui Alfonso al V-lea, la intrarea în Palatul Regal din Neapole
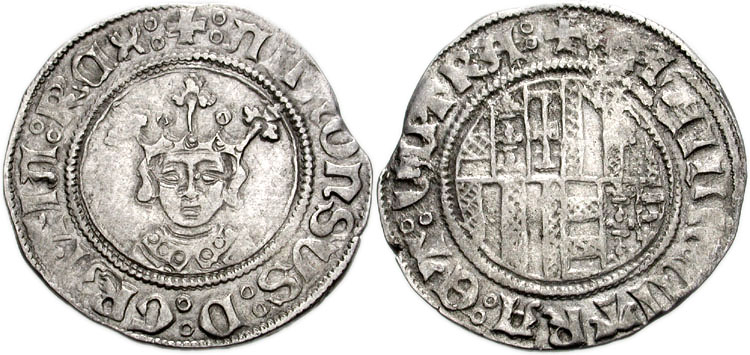
Real, emis sub Alfonso al V-lea cel Mărinimos; avers: bust încoronat, din față; revers: stema regală a Aragonului